# ジェイムズ・P・ケン
ジェイムズ・プレストン・ケン（英語: James Preston Kem、1890年4月2日 - 1965年2月24日）は、ミズーリ州選出のアメリカ合衆国上院議員（在任：1947年 - 1953年）。

## 経歴
ミズーリ州メイコンにて出生。ブリーズ陸軍士官学校に通い、1910年にミズーリ大学コロンビア校を、1913年にハーヴァード・ロー・スクールを卒業。1913年に弁護士資格を取得し、カンザスシティで弁護士業を開始した。第一次世界大戦中の1917年にアメリカ陸軍歩兵連隊に入り、戦後退役した。1920年、ミズーリ州カンザス・シティにて弁護士業を再開。以後20年間、企業活動で成功を収めた。1943年までカンザス・シティ弁護士協会理事長、及びジャクソン郡共和党委員会委員長。1944年、共和党全国大会の代表となり、連邦上院議員選挙出馬への支持集めを始めた。現職のフランク・P・ブリッグズは、1945年にハリー・S・トルーマンが副大統領になるために上院議員を辞職したのに伴い、上院議員に任じられていたが、ケンはこれを破った。
ケンは上院議員を1期務めたが、この間トルーマン大統領に徹底して反対し、またカンザス・シティにおけるトム・ペンダーガストの腐敗した集票組織の傀儡となった。1952年に民主党候補者指名をステュアート・サイミントン（元エマーソン・エレクトリックCEO。トルーマン政権の空軍長官）と争い、敗北した。ワシントンD.C.にて弁護士業に戻り、1965年に74歳で死去するまで、ヴァージニア州にてアンガス牛を飼育した。